# Генератор Вачкара
В 1949 г. чешский инженер Вачкар (чеш. Jiří Vackář) опубликовал статью с разработанным им стабильным генератором. Он предложил вариант генератора Колпитца, в котором дополнительный ёмкостной делитель напряжения на сеточном входе уменьшал напряжение обратной связи до необходимой величины, и в то же время уменьшал нежелательную нестабильность трубчатого конденсатора.
Схема на первом рисунке является эквивалентом схемы в статье Вачкара (рис. 5), перерисованная для применения полевого транзистора. L1 с C0 и Ca — из резонансной цепи генератора Колпитца, Cv/Cg является сеточным делителем напряжения. Частота может настраиваться ёмкостью C0. Величины элементов взяты из статьи Вачкара.

Генератор Колпитца-Вачкара-… на полевом транзисторе и CR-делителе напряжения

В разновидности генератора Вачкара (на втором рисунке) неизвестного автора второй делитель напряжения состоит не из двух конденсаторов, а из одного конденсатора C1 и одного резистора R2.